# Hieracium oinopolepis
Hieracium oinopolepis es una especie de planta con flor del género Hieracium, de la familia Asteraceae, orden Asterales.

## Distribución
Hieracium oinopolepis se distribuye por Suecia.

## Taxonomía
Fue descrita científicamente por (Malme ex Dahlst.) Dahlst.